# Zlabingsbach
Der Zlabingsbach (auch Feinitzbach, tschechisch Slavonický potok) ist ein linker Zufluss der Deutschen Thaya in Niederösterreich und Tschechien. Er entwässert über die Deutsche Thaya und die Thaya in die March, die Donau und damit in das Schwarze Meer.

## Verlauf

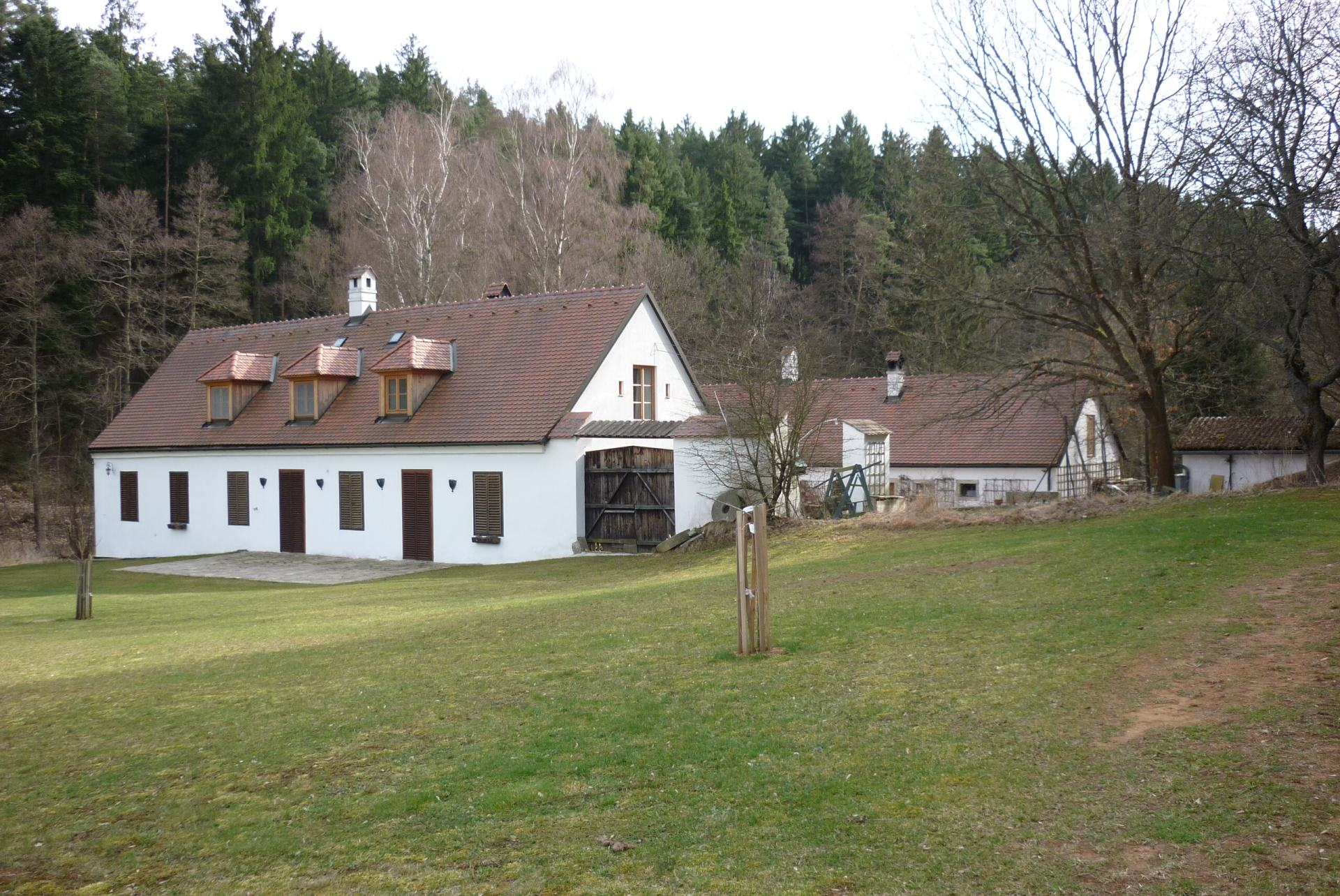
Mühle bei Fratres

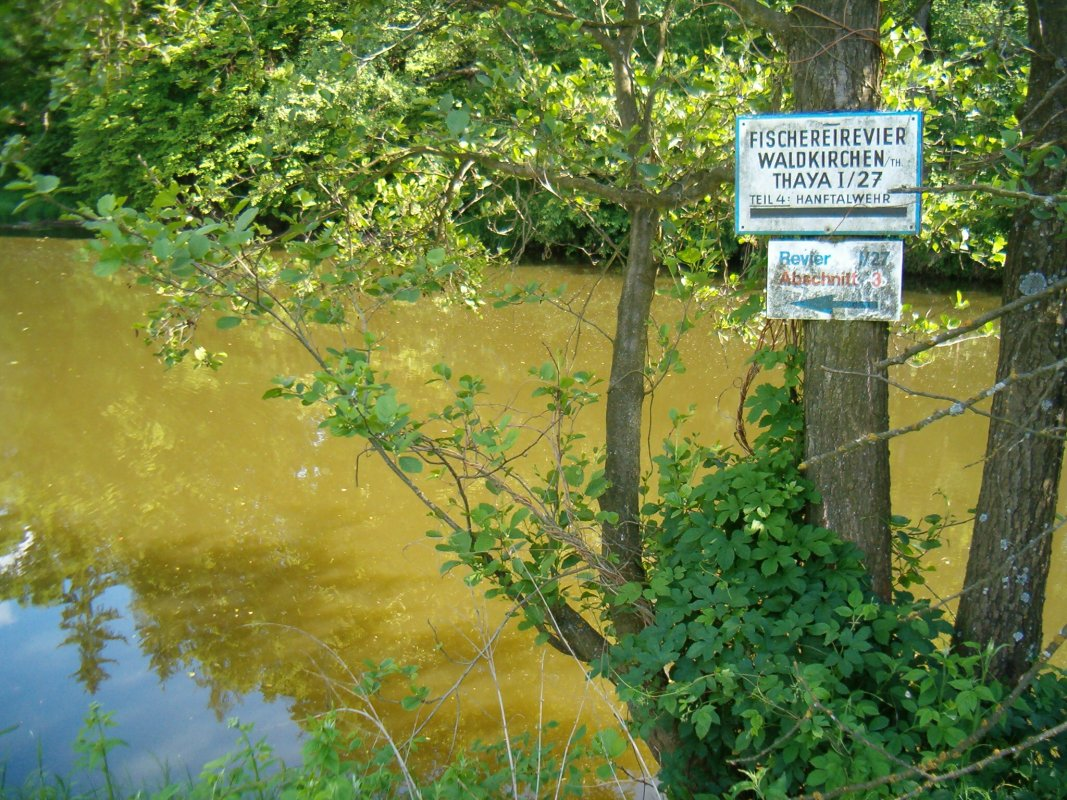
Mündung in die Deutsche Thaya

Der Bach entspringt 700 m südlich von Stálkov (Stallek) in der Böhmisch-Mährischen Höhe (ein weiterer Quellbach, der die beiden Teiche von Šatlava durchfließt, entspringt nördlich von Stálkov am Rand des Naturparks Česká Kanada), fließt durch mehrere Teiche (Pstruži rybník, Dědkův rybník, Starý rybník, Velký Špálený, Malý Špálený, Silničný rybník, Bejčkův rybník), passiert dabei die Stelle des nicht mehr existierenden Dorfs Pfaffenschlag und verläuft in südöstlicher Richtung nach Slavonice (Zlabings), wendet sich dann nach Süden und überschreitet bei der Rabingmühle bei Fratres die tschechisch-österreichische Grenze. Südlich von Waldkirchen an der Thaya mündet er nach einem Lauf über 15,9 km bei Hanftal in die Deutsche Thaya.